# Greg Kasavin

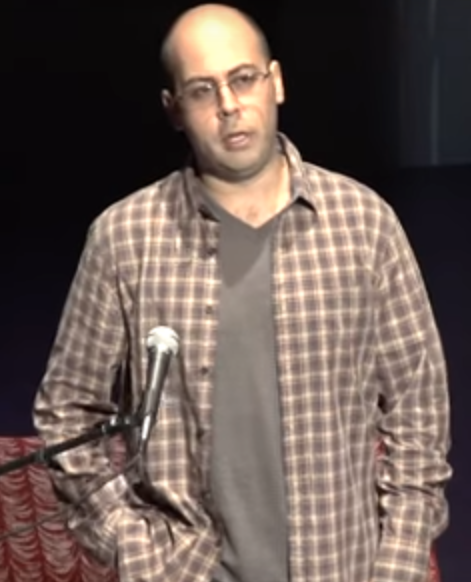
Greg Kasavin, 2014

Gregory A. Kasavin (* 21. August 1977 in Moskau, Sowjetunion) ist ein US-amerikanischer Computerspielejournalist und -entwickler.

## Biografie
Kasavin absolvierte ein Studium an der University of California, Berkeley. Als Spielejournalist arbeitete er für das Newtype Gaming Magazine und betrieb eine eigene kleine Website namens Arcadia Magazine, auf der er Computerspiele und Filme rezensierte. Dies brachte ihm ein Praktikum beim Online-Spielemagazin GameSpot ein, für das er ab November 1996 tätig wurde. Im Laufe der Jahre stieg er zum Site Director und Executive Editor (Chefredakteur) auf. Am 3. Januar 2007 gab GameSpot Kasavins Abschied aus dem Unternehmen bekannt.
Kasavin wechselte in die Spieleentwicklung und arbeitete für EA Los Angeles als Associate Producer an der PC-Version von Command & Conquer 3: Tiberium Wars und als Producer an Command & Conquer: Alarmstufe Rot 3 sowie dessen Erweiterung Der Aufstand. Während seiner Tätigkeit für EA war er unter anderem auch Moderator der sogenannten Command School, einem Format des Webkanals Command & Conquer TV, in dem Spielern Hilfestellungen zu C&C-Spielen vermittelt wurden. Später übernahm er für 2K Games eine Position als Publishing Producer für Spec Ops: The Line.
Kasavin arbeitet derzeit für das von ihm mitgegründete Studio Supergiant Games, wo er Autor und Creative Director für die Titel Bastion, Transistor, Pyre und Hades war.
2021 erhielt er den Nebula Award in der Kategorie Game Writing (Computerspiel-Drehbuch) für Hades.

## Spiele
- Command & Conquer 3: Tiberium Wars (2007)
  - Command & Conquer 3: Kanes Rache (Add-on, 2008)
- Command & Conquer: Alarmstufe Rot 3 (2008)
  - Command & Conquer: Alarmstufe Rot 3: Der Aufstand (Add-on, 2009)
- Bastion (2011)
- Spec Ops: The Line (2012)
- Transistor (2014)
- Pyre (2017)
- Hades (2018)